# Velimir Visković
Velimir Visković (Drašnice, Makarska, 20. veljače 1951.) je hrvatski književni kritičar, esejist i leksikograf.

## Životopis
Osnovnu školu i gimnaziju pohađao je u Splitu, diplomirao je 1973. južnoslavenske jezike i književnost te komparativnu književnost na Filozofskom fakultetu u Zagrebu. Magistrirao je 1977. Glavni je urednik hrvatske književne enciklopedije. Od 1976. radi u Leksikografskom zavodu Miroslava Krleže. Osnivač je i član Hrvaskog društva pisaca. Uređivao je više časopisa. Nagrađivan je brojnim nagradama.

## Ostalo
- "Libar Miljenka Smoje oli ča je život vengo fantažija" kao sudionik dokumentarnog serijala (2012.)